# 大鱗蛇鯔
大鱗蛇鯔，為輻鰭魚綱仙女魚目合齒魚亞目合齒魚科的其中一種，分布於印度西太平洋區，包括日本南部、東海、北部灣、暹羅灣、澳洲、波斯灣、阿拉伯海、紅海、東非等海域，棲息深度可達100公尺，體長可達25.8公分，為底棲性魚類，生活在沙泥底質海域，屬肉食性，生活習性不明。